# Национален интерес
Националният интерес, наричан понякога с френския израз raison d'État, представлява целите и амбициите на една държава, съответно в икономически, военен или културен аспект. Концепцията е ключова в международните отношения, където преследването на националния интерес е основата на реалистката школа.

## История на концепцията
В ранната история на човечеството на националния интерес обикновено се е гледало като на следствие от религията или етиката. Националният интерес е имал връзка с военните управници, за да оправдава действията им в този аспект. Обикновено Николо Макиавели е считан за първия мислител, застъпил се за предимството, което дава националният интерес.
В практиката за първи път използване на националния интерес се наблюдава във Франция от Кардинал Ришельо по това време Първи Министър на Франция. По това време Франция се е намесила на страна на протестантската църква, въпреки че тя самата е католическа държава, за да отслаби влиянието на Светата римска империя, в частност на папата. По поръчение на Ришельо, Жан де Сельон защитава концепцията за правовата държава като среда между това, което съвестта позволява и делата изискват. Схващането за националния интерес скоро започнало да доминира в Европейската политика. Това е форма на разума, породена от преценката и хитростта на човешката раса и превръща държавата в „знаеща“ машина, дело на доводи (основания). Държавата вече не произлиза от божествения ред и цели и отсега нататък е обект на собствените си конкретни потребности (E. Thuau, 1966).
Държавите вече могат да се впуснат открито във война, подтикнати само от собствения си интерес. В икономическата обосновка на яростното преследване на националния интерес може да бъде наблюдаван Меркантилизъм.
Външната политика, насочена към постигане на националните интереси е в основата на реалистката школа в международните отношения. Направлението на Реализма в международните отношения достига върховата си точка по време на Виенския Конгрес с практиката на баланса на силите с няколко и по-малки пълномощия.
За основен майстор и теоретик на този баланс е смятан Метерних, но той просто се е позовавал на това, което неговия предшественик Кауниц вече е направил, отменяйки традиционните съюзи на Хабсбургите и изграждайки международните отношения отново въз основа на националния интерес, а не на религията и традицията.
Тези понятия са станали обект на силна критика след кървавия изход от Първата световна война, а някои дори се опитват да променят концепцията за баланса на силите с цел постигането на колективна сигурност като всички членове на Обществото на народите ще гледат на атаката срещу един като на нападение срещу всички като по този начин се подсилва ограничението за използване на насилие. Обществото на народите, обаче, не функционирало отчасти, поради отказа на САЩ да се присъедини и отчасти, защото практически държавите не винаги считали ограничението на използване на сила за част от националния интерес.
Събитията от Втората световна война довели до възраждане на Реалистката и Нео-реалистка мисъл, посредством теоретиците, които отново подчертали ролята на властта в глобалното управление. Много теоретици обвиняват Обществото на народите за слабостта му и неговия идеализъм (обратно на Реализъм) и неефективност в предотвратяването на войни, както и меркантилистката политика, разоряваща съседните държави за създаването на фашистки държави в Германия и Италия. С господстваща теория за стабилност, САЩ разширява концепцията си за националния интерес, включвайки поддържането на морските пътища отворени, както и поддържането и разширяването на свободната търговия.